# Conopora adeta
Conopora adeta is een hydroïdpoliep uit de familie Stylasteridae. De poliep komt uit het geslacht Conopora. Conopora adeta werd in 1987 voor het eerst wetenschappelijk beschreven door Cairns. 